# Rashad al-Alimi
 Rashad Muhammad al-Alimi  (Arabisch: رشاد محمد العليمي) (Al-Aloom in gouvernement Ta'izz, 15 januari 1954) is een Jemenitisch politicus en lid van het Algemeen Volkscongres. Sinds 7 april 2022 is hij staatshoofd van Jemen als leider van de nieuwe Presidentiële Leiderschapsraad.

## Biografie
Rashad al-Alimi werd in 1954 geboren in Al-Aloom, een dorp in het gouvernement Taiz, en is de zoon van rechter Mohammed ben Ali al-Alimi. Hij studeerde in 1969 af aan de Gamal Abdel Nasser College in Sanaa. Vervolgens behaalde hij in 1975 een bachelor in militaire wetenschappen aan de Koeweitse politieschool en in 1977 nog een universitaire graad in kunst aan de Universiteit van Sanaa, daarnaast behaalde hij een master en een doctoraat in sociologie aan de Ain Shams-universiteit in Egypte tussen 1984 en 1988.

## Politieke carrière
Als lid van het Algemene Volkscongres was hij minister van Binnenlandse Zaken van 4 april 2001 tot 2008. Daarna werd hij voorzitter van het Opperste Veiligheidscomité en in mei 2008 vice-premier belast met Defensie en Veiligheidszaken.
In 2014 werd hij adviseur van president Abdrabbuh Mansur Hadi.
Op 3 juni 2011, tijdens de Slag bij Sanaa, raakte al-Alimi samen met Ali Abdullah Saleh gewond tijdens een aanval op de Al-Nahdin-moskee in het presidentieel paleis. Hij werd vervolgens overgebracht naar Saoedi-Arabië en naar Duitsland voor behandeling, voordat hij op 13 juni 2012 terugkeerde naar Sanaa. Hij verliet de stad opnieuw als gevolg van de Houthi-overname in Jemen en woonde in Saoedi-Arabië voor een periode vanaf 2015. 
Op 7 april 2022 werd de achtkoppige Presidentiële Raad door een presidentieel decreet van president Hadi opgericht in Riyad, Saoedi-Arabië om een "alomvattende politieke oplossing" voor de Jemenitische burgeroorlog te zoeken. Al-Alimi werd benoemd tot voorzitter. Alle bevoegdheden van de president en vice-president die ontslag nemen zijn overgedragen aan deze raad.  